# Julius Bartels
Pour les articles homonymes, voir Bartels.
Julius Bartels (né le 17 août 1899 à Magdebourg et décédé le 6 mars 1964) est un géophysicien et un statisticien allemand. Il est connu en particulier pour l'indice Kp d'activité géomagnétique proposé en 1939.

## Biographie
Il est professeur à l'université de Berlin et directeur de l’Institut de géophysique de Potsdam en 1936. De 1931 jusqu'au début de la Seconde Guerre mondiale, il travaille en collaboration avec le Carnegie Institution et publie avec Sydney Chapman deux volumes sur le géomagnétisme.
En 1946, il est nommé professeur à Göttingen. Il est le directeur de l'Institut Max-Planck de physique de 1955 à 1964. Il est le vice-président de l'IUGG entre 1960 et 1963.
Il a été l'un des initiateurs de l'Année géophysique internationale en 1957. Il a reçu en 1964 la médaille William-Bowie de l'Union américaine de géophysique.
Le cratère Bartels sur la lune a été nommé en son honneur en 1970.